# József Kozma
József Kozma (Zalaegerszeg, 24 marzo 1925 – Budapest, 25 ottobre 1994) è stato un cestista ungherese.

## Carriera
Con l'Ungheria ha disputato i Giochi olimpici di Londra 1948.